# DJ Qbert
Richard Quitevis (Daly City, Califòrnia, 7 d'octubre de 1969) conegut com a DJ QBert és un conegut compositor i disc jockey estatunidenc, considerat un destacat DJ de Turntablism.
DJ Qbert va començar a jugar amb els discos als 15 anys, encara que va tenir la seva primera taula (un TurnTable de Fisher Price), des de molt petit. Va estar influenciat per interprets del carrer i artistes de graffiti de la comunitat hip-hop on vivia a mitjans dels 1980.
QBert va començar la seva carrera musical a un grup anomenat FM20 amb Mix Master Mike (el seu primer rival a una batalla de Dj's) i DJ Apollo en 1990. Estaven tocant a Nova York quan Crazy Legs els va veure i els va invitar a unirse a la Rock Steady Crew. Van acceptar, i amb el nom de Rock Steady DJ's passaren a guanyar en 1992 el Disc Mix Club World DJ Championships (DMC, Campionat Mundial de DJs). DJ QBert va ser també un dels membres fundadors de la banda Invisibl Skratch Piklz, els primers a aplicar el concepte de grup al Turntablism, fent sonar bateries, baixos i scratchs uns damunt d'altres.
A partir de la DMC de USA en 1991 es va enfocar més al Scratch i el Drumming, De totes les seves rutines, una de les més famoses va ser el treball amb Scratchs de LL Cool J, Rock the Bells. DJ QBert scratcheja "hamster style," on el CrossFader del seu Mixer treballa en ordre invers. (Molts DJs de Scratch prefereixen usar el CrossFader del Mixer invertit.)
DJ QBert, junt amb Skratch Piklz, van crear una sèrie de vídeos de TurnTablism i Scratch anomenats Turntable TV. Els primers 5 episodis foren publicats en VHS i duien demostracions, rutines, skits, i altres continguts relacionats amb els DJs i el Scratch.
Els esforços de DJ QBert com a solista inclouen el Demolition Pumpkin Squeeze Musik en 1994, i en 1998 el Wave Twisters. DJ Qbert està representat per Premiere Artists Group i viatja per tot el món amb rutines de Scratchs I Shows de TurnTablism. La seva música tambÉ va ser inclosa als videjocs com en el Tony Hawk's Underground. També apareix al documental de 2001 titulat Scratch. QBert va gravar un comercial per a la campanya d'Apple anomenada "Switch", encara que no fou publicada a televisió. També apareix en el primer documental de Batalles de DJs, en 1997, anomenat Battle Sounds.

## Premis i títols
- DMC USA Champion 1991 (Solista)
- DMC World Champion 1992 – Rocksteady DJ's (DJ Qbert, Mixmaster Mike & Apollo)
- DMC World Champion 1993 – Dreamteam (Qbert & Mixmaster Mike)
- DMC World Champion 1994 – Dreamteam (Qbert & Mixmaster Mike)
- DMC DJ Hall of Fame (junt amb Mix Master Mike)